# Kuttel Daddeldu

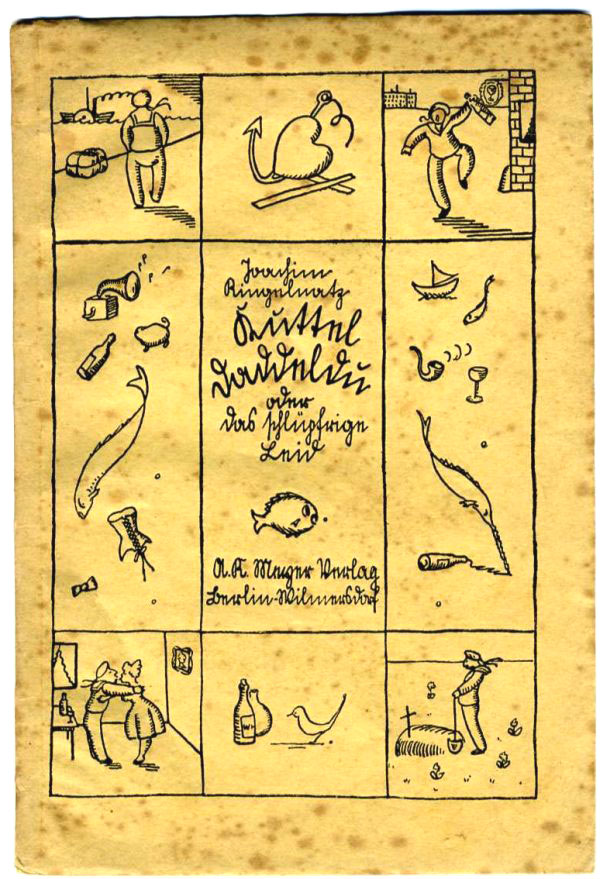
Deckblatt der Ausgabe von 1920

Kuttel Daddeldu ist eine 1920 veröffentlichte Kunstfigur des Lyrikers Joachim Ringelnatz.

## Das Original
Daddeldu ist ein Seemanns-Wort für Feierabend und Nachtruhe, entlehnt aus dem Englischen: „That’ll do“ für „Nu’ is’ aber ma’ Schluss!“
Der knurrige Seemann Kuttel Daddeldu tauchte erstmals im Gedicht Vom Seemann Kuttel Daddeldu auf und war 1920 die Hauptfigur in seinem Gedichtband Kuttel Daddeldu oder Das schlüpfrige Leid. In diesem Werk erschien der Seebär in teilweise schwarzhumorigen Balladen und Moritaten, mit denen Ringelnatz in den 1920ern und 1930ern auch auf der Kabarettbühne auftrat. 
1931 erschien in dem Liederzyklus Bänkerl und Balladen des Komponisten Wilhelm Grosz Die Ballade Vom Seemann Kuttel-Daddeldu, für den Ringelnatz den Text geschrieben hatte.
Ringelnatz schrieb in den 1920er-Jahren weitere Texte über ihn. Kuttel Daddeldu wurde beliebt, er und Ringelnatz kamen zu Ruhm. Das änderte sich mit dem Nazi-Auftrittsverbot, das Ringelnatz schwer traf. Er starb verarmt 1934 in Berlin.

## Der DDR-Kuddeldaddeldu

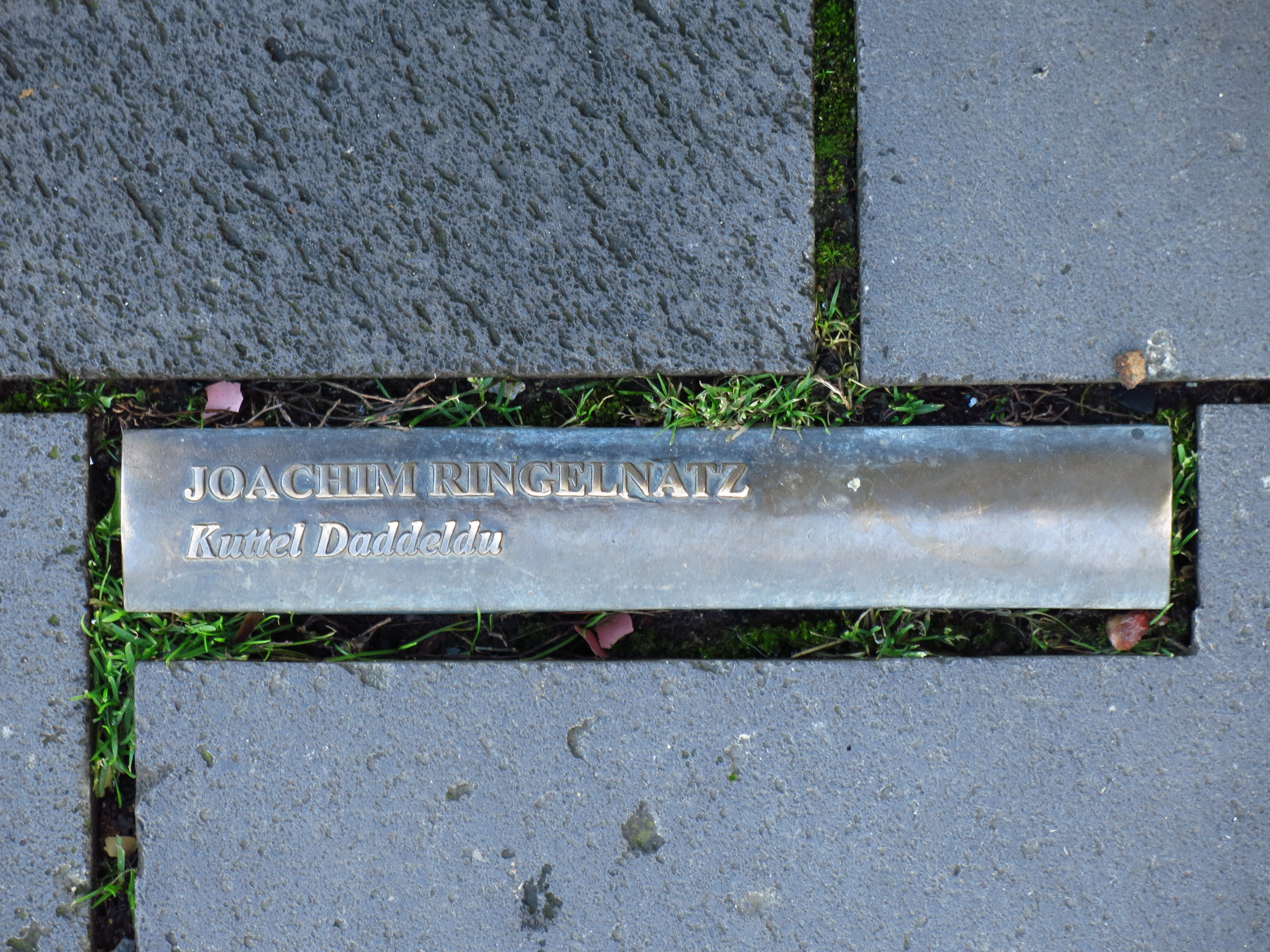
Kuttel Daddeldu, Mahnmal zur Bücherverbrennung auf dem Bonner Marktplatz

1963 erweckte Hans Krause, Kabarett-Autor in Berlin und Chef des Kabaretts Distel, den Seemann zu neuem Leben und holte ihn zwei Jahre später in die DDR-Gegenwart. Der erste sozialistische Kuddeldaddeldu hatte 1965 Premiere in der Parteizeitung Neues Deutschland. Auf der Bühne hat ihn der Distel-Kabarettist Heinz Draehn (1921–2010) zeitlebens dargestellt. Die Schreibweise „Kuddel“ statt „Kuttel“ war ursprünglich ein Druckfehler im Distel-Programmheft – sie wurde kurzerhand beibehalten.
Krause schrieb fast 400 Texte für den „Agitations-Matrosen mit Narrenkappe“, wie ihn Staats- und Parteichef Erich Honecker nannte. Kuddel hatte ab 1971 Auftritte in Radio und Fernsehen, so in Klock 8, achtern Strom und Ein Kessel Buntes. Krauses Kuddel hatte zwei Gesichter: frecher Seebär und lobhudelnder Grüß-Onkel. Letzterer war gern gesehen zu Parteitagen, Republikgeburtstagen, Volkskammerwahlen oder zum 70. Geburtstag des Chefideologen Kurt Hager. Zum Kurswechsel kam es 1987: Krauses Kuddel lernte kritisieren.

## Varia
- Das Gedicht wurde unter anderem von Evelyn Künneke vertont; Achim Reichel hat die literarische Figur als Kuddel Daddel Du auf seiner LP Melancholie und Sturmflut wiederbelebt. Ringelnatz-Preisträger Achim Amme lässt Kuttel Daddeldu im 2. Teil seines Ringelnatz-Programms Echt verboten! lebendig werden.
- Auf der im November 2021 veröffentlichten CD „EAV-liche Weihnachten - Ihr Sünderlein kommet ...“ widmet sich Thomas Spitzer dem Gedicht, im Begleitbuch wird der Text in Form eines Comics wiedergegeben.[3]

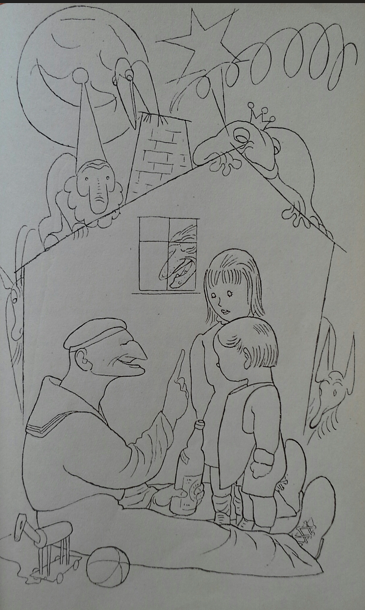
Karl Arnolds Illustration zu Kuddel Daddeldu und die Kinder in der Ausgabe von 1923.

- Karl Arnolds Illustration zu Kuddel Daddeldu und die Kinder in der Ausgabe von 1923.Der Gedichtband wurde in einer bis heute nachgedruckten Ausgabe des Kurt Wolff Verlags München 1923 von Karl Arnold illustriert.
- Im niederdeutschen Sprachraum wird Kuttel (oder Kuddl) Daddeldu auch heute noch verwendet, wenn man über eine etwas windige Person spricht.